# Varanus finschi
Varanus finschi е вид влечуго от семейство Варанови (Varanidae). Видът не е застрашен от изчезване.

## Разпространение и местообитание
Разпространен е в Австралия (Куинсланд) и Папуа Нова Гвинея (Бисмарк).
Обитава гористи местности, крайбрежия и плажове.